# 迎风坡
迎风坡是山或岛屿迎着气流来向的一侧坡。当风向是北风时，迎风坡是山的北坡。迎风坡降水通常比背风坡多，如台湾东北部的迎风坡常遭遇强降水。 因为迎风坡的降水比背风坡多，水循环更活跃，更易积雪，所以迎风坡雪线分布的海拔比背风坡低。迎风坡自然条件更为优越，人口、城镇分布较密集，经济较发达。